# Игнатьев, Евгений Алексеевич
Евгений Алексеевич Игнатьев (11 ноября 1936, деревня Лисино Гороховецкого района Владимирской области — 5 августа 2010, Минск, Белоруссия) — белорусский советский художник кино, заслуженный деятель искусств Белорусской ССР (1978).

## Биография
После окончания ВГИКа с 1962 года работал на студии «Беларусьфильм».
Участвовал в создании фильмов: «Рассказы о юности» (1961, новелла «Комстрой»), «Третья ракета» (1963, совместно с В. Дементьевым), «Через кладбище» (1965, совместно с В. Дементьевым), «Сколько лет, сколько зим» (1966), «Восточный коридор» (1966), «Житие и вознесение Юрася Братчика» (1968, совместно с Ш. Абдусаламовым), Лесные качели (1975, совместно с В. Назаровым).

## Работы
- 1963 — Третья ракета
- 1964 — Через кладбище
- 1965 — Сколько лет, сколько зим!
- 1966 — Восточный коридор
- 1967 — Житие и вознесение Юрася Братчика
- 1969 — Жди меня, Анна
- 1970 — Чёрное солнце
- 1970 — Смятение
- 1971 — Могила льва
- 1972 — Хроника ночи
- 1974 — Пламя
- 1975 — Лесные качели
- 1976 — Сын председателя
- 1977 — В профиль и анфас
- 1979 — Время выбрало нас (сериал)
- 1979 — Точка отсчёта
- 1980 — Живой срез (короткометражный)
- 1981 — Люди на болоте
- 1982 — Давай поженимся
- 1982 — Чужая вотчина
- 1984 — Радуница
- 1986 — Свидетель (телефильм)
- 1988 — Меня зовут Арлекино
- 1989 — Под небом голубым...
- 1990 — Всё впереди

## Награды и звания
Лауреат Государственной премии СССР (1984 — за участие в фильме «Люди на болоте»).